# Ann Harada
Ann Harada (Honolulu, 3 febbraio 1964) è un'attrice e cantante statunitense.

## Biografia
Ann Harada è nata ad Honolulu in una famiglia di origini giapponesi e ha studiato all'Università Brown. Dopo la laurea si trasferì a New York, dove cominciò a recitare nei cabaret, prima di fare il suo debutto a Broadway nel 1989 con il dramma M. Butterfly. Tornò a Broadway nel 2000 con il musical Seussical e il successo arrivò tre anni più tardi con Avenue Q, in cui interpretava la terapista giapponese Christmas Eve. Harada restò nel cast del musical dal 2003 al 2005 a Broadway, per poi tornare a ricoprire la parte nel 2009; nel 2006 intanto fece il suo debutto sulle scene londinesi proprio con Avenue Q, tornando quindi ad interpretare Christmas Eve al Noel Coward Theatre del West End di Londra. Per la sua performance nel ruolo vinse l'Outer Critics Circle Award.
Nel 2007 recitò nel primo revival di Broadway di Les Misérables, in cui interpretò Madame Thénardier. Attiva anche nel circuito teatrale regionale, Harada ha ricoperto ruoli di primo piano in Le dieu du carnage a New Brunswick (2011) e in 42nd Street, Mamma Mia! (2016) e Gypsy (2018) a St. Louis. Nel 2009 tornò a Broadway con il musical di Dolly Parton 9 to 5, mentre tra il 2013 e il 2014 recitò al Broadway Theatre nel musical di Rodgers e Hammerstein Cinderella. Nel 2017 ha recitato nell'Off Broadway in un revival del musical di Stephen Sondheim Pacific Overtures, mentre nel 2022 è tornata a Broadway nel musical Into the Woods.

## Filmografia parziale

### Cinema
- Happiness - Felicità (Happiness), regia di Todd Solondz (1998)
- L'arte di cavarsela (The Art of Getting By), regia di Gavin Wiesen (2011)
- Il matrimonio che vorrei (Hope Springs), regia di David Frankel (2012)
- Admission - Matricole dentro o fuori (Admission), regia di Paul Weitz (2013)
- Le sorelle perfette (Sisters), regia di Jason Moore (2015)
- Ultimo viaggio in Oregon (Youth in Oregon), regia di Joel David Moore (2016)
- Come d'incanto 2 (Disenchanted), regia di Adam Shankman (2022)
- Jerry e Marge giocano alla lotteria (Jerry & Marge Go Large), regia di David Frankel (2022)

### Televisione
- Sex and the City – serie TV, episodio 1x09 (1998)
- Cashmere Mafia - serie TV, 1 episodio (2008)
- Lipstick Jungle - serie TV, 1 episodio (2009)
- The Big C - serie TV, 1 episodio (2011)
- Rescue Me - serie TV, 1 episodio (2011)
- 30 Rock - serie TV, 1 episodio (2012)
- Smash - serie TV, 18 episodi (2012-2013)
- Master of None - serie TV, 1 episodio (2015)
- House of Cards - Gli intrighi del potere (House of Cards) - serie TV, 1 episodio (2016)
- The Good Wife - serie TV, 1 episodio (2016)
- L'arte del dubbio - serie TV, 1 episodio (2017)
- Search Party - serie TV, 1 episodio (2017)
- Younger - serie TV, 1 episodio (2018)
- Blue Bloods - serie TV, 3 episodi (2018-2021)
- Gotham - serie TV, 1 episodio (2019)
- New Amsterdam - serie TV, 1 episodio (2019)
- L'assistente di volo - The Flight Attendant - serie TV, 1 episodio (2020)
- La storia di Lisey - serie TV, 1 episodio (2021)
- Gossip Girl - serie TV, 1 episodio (2021)
- Schmigadoon! - serie TV, 6 episodi (2021)

## Doppiatrici italiane
Nelle versioni in italiano delle opere in cui ha recitato, Ann Harada è stata doppiata da:
- Beatrice Margiotti in Blue Bloods
- Georgia Lepore in Jerry e Marge giocano alla lotteria